# 野部晃司
野部 晃司（のべ こうじ、1928年4月29日 - 1996年4月23日）は、日本の経営者。東京田辺製薬社長を務めた。栃木県出身。

## 経歴・人物
1952年に東京大学経済学部を卒業し、同年に第一銀行(のちの第一勧業銀行)に入行。1980年に取締役に就任し、1982年に常務を経て、1984年6月には東京田辺製薬社長に就任。1994年6月には取締役相談役に退いた。
1996年4月23日呼吸不全のために死去。67歳没。